# 拔实
拔实（1308年—1350年），字彦卿，蒙古克烈氏，元朝政治人物，居住在大都（今北京）。
拔实十一岁时，就以近臣之子入侍元仁宗。元文宗时拜监察御史，后以病居家三年。元顺帝元统元年（1333年），授燕南肃政廉访司佥事，升任翰林直学士、吏部尚书、浙东廉访使，改任大都路达鲁花赤。至正五年（1345年），奉命巡抚江南湖广道，纠举无避。拜集贤大学士，出为燕南廉访使，又改江西廉访使。至正十年（1350年）去世，享年四十三岁。
他颖敏博学多才，喜好收藏图书典籍，家中富于藏书，善写文章，写景诗较出色，擅长书法，篆隶真草各得其妙，名列《书史会要》。他的作品在《元诗选》癸集载有五首：《元符山房》《追咏茅山诗并序》《喜客泉》《全清亭》《赠集虚宗师》。有些书籍误认为他是高昌畏兀儿人。